# Krux
Krux est un supergroupe suédois de doom metal, originaire de Stockholm. Du fait de l'emploi du temps chargé de ses membres, le groupe ne donne qu'une poignée de concerts depuis sa formation mais enregistre trois albums studio en dix ans d'existence. Depuis la sortie de l'album Krux III - He Who Sleeps Amongst the Stars en 2011, l'activité du groupe est en suspens.

## Biographie
Krux est formé en 2002 à Stockholm, par le leader de Candlemass, Leif Edling, membre fondateur de Candlemass qui venait de splitter. Le groupe compte dans ses rangs le chanteur Mats Levén et des musiciens issus de différentes formations metal suédoises parmi lesquelles Opeth, Entombed, Arch Enemy ou Grave. Ce projet deviendra le principal groupe du compositeur de doom durant l’année 2002 et 2003. Le groupe se compose de Peter Stjärnvind au poste de batteur, de Carl Westholm aux claviers, de deux guitaristes dont Jörgen Sandström à la rythmique et Fredrick Åkesson comme soliste. Finalement, Mats Leven prend le micro. Il est connu principalement pour avoir été la voix de Malmsteen sur Facing the Animal et membre du groupe Therion. Il sera plus tard le chanteur de Candlemass à la suite du renvoi de Robert Lowe.
En 2002, le groupe publie son premier album studio homonyme, Krux. Plus de quatre ans plus tard, en 2006, avec Nico Elgstrand à la production, le groupe enregistre et publie son deuxième album studio, II publié au label Mascot Records, avant de tourner en Europe en 2007. En janvier 2009, Krux annonce deux concerts avant son entrée en studio pour enregistrer un nouvel album.
En 2011, le groupe publie l'album Krux III - He Who Sleeps Amongst the Stars, classé album du mois par le magazine Rock Hard, et positivement accueilli par l'ensemble de la presse spécialisée,,,. Depuis la sortie de ce nouvel opus, l'activité du groupe est en suspens.

## Membres

### Membres actuels
- Mats Levén - chant (2002–2011)
- Jörgen Sandström - guitare (2002–2011)
- Leif Edling - basse (2002–2011)
- Peter Stjärnvind - batterie (2002–2011)
- Fredrik Åkesson - guitare (2003–2011)
- Carl Westholm - claviers (2003–2011)
- Per Wiberg - claviers (2003–2011)

### Membres live
- Marcus Jidell - guitare
- Per Wiberg - claviers (2009)

## Discographie

### Albums studio
- 2002 : Krux
- 2006 : Krux II
- 2011 : Krux III - He Who Sleeps Amongst the Stars

### DVD
- 2003 : Live